# Глухарний
Глуха́рний (рос. Глухарный) — селище у складі Івдельського міського округу Свердловської області.
Населення — 38 осіб (2010, 134 у 2002).
Національний склад населення станом на 2002 рік: росіяни — 80 %.